# Budai Karácsony János
Budai János vagy Budai Karácsony János református lelkész.
A wittenbergi egyetemen tanult 1607. augusztus 15-étől, a heidelbergi egyetemen pedig 1608. szeptember 24-étől. 1609 tavaszán tért haza. 1613-1617 között Debrecenben, 1618-tól Nagykárolyban volt lelkész. 
Művei:
- De persona Christi. Heidelberg, 1608.
- De purgatorio. Heidelberg, 1609.
- Gyászverset írt Hodászi Lukács halálára. 1613.